# Osnovna šola Miren

### Ustanova OŠ Miren
Šolski okoliš OŠ Miren zajema na Krasu vasi Lipa, Novelo, Temnica, Vojščica, Sela, Korita, Hudi Log, Kostanjevica na Krasu, Opatje selo, Nova vas, Lokvica, v dolini pa vasi Miren, Orehovlje, Vrtoče in Bilje.
Obsega matično šolo v Mirnu in podružnični šoli Kostanjevica na Krasu in Bilje, ki skupaj štejejo dobrih 300 učencev.

### Šolska stavba
Šolska stavba je bila zgrajena leta 1906. Med 1. in 2. svetovno vojno je bila opustošena. Leta 1946 je bila šola obnovljena. 
Zgradbe, v katerih je delovala šola, so stare. Prva večja dograditev šole v Mirnu je potekala v letih 1970/71; leta 1982 je bila šoli prizidana telovadnica s štirimi učilnicami, leta 2003 pa se je podstrešje prezidalo v dve učilnici in pisarne.